# Anyphops sexspinatus
Anyphops sexspinatus là một loài nhện trong họ Selenopidae.
Loài này thuộc chi Anyphops. Anyphops sexspinatus được George Newbold Lawrence miêu tả năm 1940.